# Clifford, el gran perro rojo
Clifford, el gran perro rojo (en inglés Clifford the Big Red Dog) es el nombre de una serie de libros creada por Scholastic y de un programa televisivo basado en esta serie. La serie se trata de un perro gigante rojo llamado Clifford, y de las aventuras  que vive junto a su dueña Emily Elizabeth. La serie es transmitida en Discovery Kids en Latinoamérica y PBS Kids y Amazon Prime Video en Estados Unidos del 2011

## Personajes
Los personajes de Clifford son seres antropomórficos (humanos y perros) de distinta personalidad y carácter. En realidad, los canes se comunican con sus dueños normalmente, con ladridos, expresiones, movimientos de cola, etc. Entre ellos, la comunicación es hablada entre todos los personajes.

### Caninos y otros
Clifford: Es un perro gigante de color rojo y es la mascota de Emily Elizabeth, es un perro amable y quiere mucho a Emily. Cuando era un cachorro era el perro más pequeño de todos y luego Emily lo eligió y con el paso de los días fue creciendo hasta el tamaño de su casa. Cuando se mudó a la Isla Birdwell todos le tenían miedo pero luego se fueron acostumbrando a él. Ahora todos son sus amigos pero sus mejores amigos son Cleo, T-Bone y Mac. Y creció mucho por el amor de su dueña.

#### T-Bone
T-Bone Es el primer amigo de Clifford, , lomo en su espalda, cola y orejas cortas, un poco gordo, parecido a un bulldog, en su historia al ver a Clifford por primera vez, tiene miedo porque ve que es más grande que otros perros, pero al verlo con Emily en la playa, cuando un cangrejo le muerde el dedo T-Bone cree que Clifford es inofensivo y amable, T-Bone desea ser defensivo, grande y fuerte. Es la mascota del policía Lewis.

#### Cleo
Cleo: Es la french poodle morada que parece un león, la segunda amiga de Clifford y T-Bone, tiene una cinta roja en el cabello. Ella siempre es la reina y se pone en papel de villana al jugar con Super T-Bone en la playa, es la mascota de la Sra. Diller, no le gusta la hora de los baños y cuando desea jugar con lodo u otras cosas que Clifford T-bone o Mac no están de acuerdo su frase es: "¡Alguna vez te di un mal consejo!".

#### Mac
Mac: Mac es el perro de Jetta, su verdadero nombre es Machiavelli, es gris y muy bien parecido. Pese a que es algo tirando a muy arrogante, puede ser un muy buen amigo cuando se lo propone.

#### K. C.
K.C. Es un perro salvador de tres patas, puede caminar pero no puede subir las montañas, es el perro que ayuda a la anciana que es la madre de su dueño, es amigo de Cleo. Su nombre verdadero es desconocido, se le dice por sus iniciales.

#### Minny o Mimi
Minny: Es una perra linda, de color marrón, tiene una cinta en la cabeza. Al llegar a la isla T-Bone se enamora. Minny es la mascota de una fotógrafa, aparece en pocos episodios.

#### Billy y Betty
Son dos gatitos traviesos. Son amigos de los perros, aparecen en tres episodios, el primero es cuando los perros tratan de asustar a los gatos, aunque Clifford y sus amigos tienen problemas con la manguera, los dos los salvan, el segundo es cuando están atrapados en un árbol mientras Cleo y T-Bone los rescatan, sin la ayuda de Clifford y el tercero es cuando se meten en el jardín del Señor Bleakman, que culpa a Clifford.

### Niños

#### Emily Elizabeth Howard
Es una niña rubia que lleva una camiseta manga larga de color rosa y es bonita, buena, amorosa, saca 100 en los exámenes, pasa de año e inteligente, una falda negra, unas medias a rayas rosadas y negras, y zapatos negros. En un episodio ella llevaba la misma ropa solo que la camiseta era de color azul celeste, al igual que los calcetines a rayas. Ella es la dueña de Clifford y sus mejores amigos son Jetta, Charley y Vaz. El nombre de su padre es Mark y el de su madre es Carolina. También tiene una prima llamada Laura.

#### Charley
Es el mejor amigo de Emily. Charley es un jamaiquino-estadounidense. Es moreno y tiene el cabello oscuro, camisa de rayas blancas y amarillas, que le dan suerte cuando juega al fútbol (es un buen jugador). Charley no solo juega al fútbol, si no que, a veces, también al baloncesto. Ayuda a su padre en un restaurante de la isla, que es, también, su casa (un bote flotando en el mar).

#### Jetta
Es la amiga de Emily Elizabeth. Jetta es una italoestadounidense. Tiene el cabello atado, camisa amarilla, suéter verde y pantalón azul. Su mamá se parece a ella, su papá aparece en el episodio "Lecciones de Pesca" sentado viendo a los niños nadar. Anda en bicicleta. A veces es un poco gruñona, y trata de ordenar a su perro Mac pero el nunca la obedece, pero Jetta siempre logra que Mac obedezca dándole una galleta.

#### Vaz
Es el amigo de Emily y Charley. Vaz es un hispanoestadounidense. En un episodio aparece su mamá y su mascota que hacía travesuras y Jetta creía que era Clifford. Es olvidadizo, le gusta jugar con sus amigos pero su pasatiempo favorito es ver la televisión.

#### Dan
Es otro de los niños, aparece en algunos episodios, en la escuela y acompaña a sus amigos. En un episodio se descubre que tiene una hermana menor.

#### Mary
Es otra niña sobre silla de ruedas, aparece en 5 episodios, sabe tocar el piano pero le da miedo tocar frente al público, pero gracias a su amiga Emily, aunque no la acompañe, lo hace sola sin que le de nervios.

#### Cosmo
Es el hermano menor de Jetta, en su primer episodio acaba de nacer, Jetta cree que su hermanito es mejor que ella pero lo quiere mucho, es un bebé y tiene un año y medio.

## Serie de televisión
Clifford fue adaptada a una serie animada. Esta serie se estrenó el 4 de septiembre de 2000 y llegó al último episodio el 25 de febrero de 2003. En Latinoamérica, la serie fue transmitida en Discovery Kids desde el 21 de julio de 2003 hasta el 21 de diciembre de 2008 (en el Feed Panregional) hasta el 24 de septiembre de 2010 (en México) hasta el 24 de diciembre de 2010 (en Argentina).
También existe Clifford de cachorrito (la serie animada en la antigua vida de Clifford. Los personajes de dicha serie son diferentes a la de la otra), que se estrenó el 1 de septiembre de 2003 y llegó al último episodio el 25 de febrero de 2006.
El remake de la serie fue lanzada el 6 de diciembre de 2019.

### Doblaje

#### Hispanoamérica
Original:
- Clifford: Antonio Delli (1.ª voz)
- Clifford: Luis Miguel Pérez (2.ª voz)
- Emily Elizabeth: Jhaidy Barboza
- Charley: Gonzalo Fumero
- Vaz: Mercedes Prato
- Jetta: Rocío Mallo (1.ª voz)
- Jetta: Anabella Silva (2.ª voz)
- Mac: José Manuel Vieira
- T-Bone: Luis Carreño (1.ª voz)
- T-Bone: Rolman Bastidas (2.ª voz)
- Cleo: Astrid Fernández (algunos episodios)
- Cleo: Maria Teresa Hernández (resto)
- Mamá de Emily: Maite Guedes
- Cosmo: Maite Guedes
- Señorita Carrenton: Valeria Castillo
- Horacio Bleakman: ¿?
- Violeta Bleakman: ¿?
- Manny: ¿?
- Rex: ¿?

## Los éxitos de Clifford
Clifford ha alcanzado éxitos desde sus inicios por televisión al atraer a muchos niños. La serie, en la actualidad se sigue emitiendo por televisión desde su creación en 2004.
Clifford ha alcanzado un éxito total cuando salían sus álbumes de recortar y pegar para infantiles.

## Adaptación cinematográfica de acción real/animación
El 1 de agosto de 2014, Universal Pictures había programado la adaptación cinematográfica en acción real/animación de la serie para su estreno el 8 de abril de 2016. En el comienzo de 2015, la fecha de estreno de la película fue adquirida por otra película de Universal, Michelle Darnell, sin informarse la nueva fecha de estreno. La película esta confirmada para estrenarse el 5 de noviembre de 2021 (si no se retrasa debido a los acontecimientos recientes). Tiempo después se anunció que su estreno fue removido al 17 de septiembre del presente año. Aunque sorprendentemente se proyectó en CinemaCon el 26 de agosto de 2021, la película fue lanzada en cines y digitalmente en Paramount+ el 10 de noviembre de 2021.

### Reparto para la película

#### Hispanoamérica
- Clifford: Óscar Flores
- Emily Elizabeth: Andrea De Gyves
- Charley: Isabel Romo
- Jetta: Mariana Ortiz
- T-Bone: Luis Daniel Ramírez
- Cleo: Lourdes Móran
- Mamá de Emily: Madgalena Tenorio
- Papá de Emily: Sergio Castillo